# La Prochaine Victime
 (décembre 2017).
Si vous disposez d'ouvrages ou d'articles de référence ou si vous connaissez des sites web de qualité traitant du thème abordé ici, merci de compléter l'article en donnant les références utiles à sa vérifiabilité et en les liant à la section « Notes et références ».
Pour plus de détails, voir Fiche technique et Distribution.
La Prochaine Victime (Hide and Go Shriek) est un film d'horreur américain réalisé par Skip Schoolnik, sorti le 1er novembre 1988.

## Synopsis
Pour fêter l'obtention de leur bac, une bande d'amis décident d'aller passer la nuit dans un magasin de meubles appartenant au père de l'un d'entre eux. Alcool et amusement garantis mais qu'en est-il quand une partie de cache-cache se termine en partie de meurtres ? Les jeunes découvrent qu'ils ne sont pas seuls dans le magasin et devront trouver de meilleure cachette afin de survivre à ce tueur sortie de nulle part.

## Fiche technique
- Titre original : Hide and Go Shriek
- Titre français : La Prochaine Victime
- Réalisation : Skip Schoolnik
- Scénario : Michael Kelly
- Montage : Tim Alexander, Mark Manos, Amy Tompkins & Adam Wolfe
- Musique : John Ross
- Production : Dimitri Villard
- Société de production : New Star Entertainment
- Pays d'origine :  États-Unis
- Genre : Film d'horreur, Thriller
- Budget : 300 000 USD
- Durée : 90 minutes
- Dates de sortie : 
  - États-Unis : 1er novembre 1988 (en VHS)
- Interdit aux moins de 12 ans

## Distribution
- Bunky Jones (VF : Françoise Vallon) : Bonnie Williams
- Brittain Frye (VF : Pierre Laurent) : Randy Flint
- Annette Sinclair (VF : Marie-Christine Robert) : Kim Downs
- George Thomas (VF : Stéphane Bazin) : David Hanson
- Donna Baltron : Judy Ramerize
- Scott Fults : Shawn Phillips
- Ria Pavia (VF : Brigitte Aubry) : Melissa Morgan
- Sean Kanan (VF : Maurice Decoster) : John Robbins
- Scott Kubay : Zack
- Jeff Levine : Fred
- Michael Kelly : Wino
- Ron Colby (VF : Richard Leblond) : Phil Robbins
- Donald Mark Spencer (VF : Michel Clainchy) : Vince
- James Serrano & Larry Lyons : les deux policiers dans la voiture de police
- Robin Turk : la prostituée
- Joe White : l'homme au kiosque à journaux